# Riera de Rifós
La riera de Rifós és una riera afluent del Ter del Baix Empordà i el Gironès.